# Edifici al carrer Pedró, 16-16A (Martorell)
L'Edifici al carrer Pedró, 16-16A és una obra modernista del municipi de Martorell (Baix Llobregat) inclosa en l'Inventari del Patrimoni Arquitectònic de Catalunya.

## Descripció
És un edifici cantoner, amb planta rectangular, i planta baixa, pis i terrat. Perfecta composició simètrica dels buits de façana. Conjunt d'obertures amb arc deprimit còncava coronades per frontó quadrat; al pis, hi ha motllures formant arcs ogivals. Les formes ondulants, d'obra cega, són intercalades amb baranes de ferro forjat tancant espais baixos. Façana estocada simulant aparell comú; persianes de llibret i reixes.